# Chimalpahin
Domingo Francisco de San Antón Muñón Chimalpahin Quauhtlehuanitzin, noto solitamente come Chimalpahin (Amecameca, 1579 – Città del Messico, 1660), fu uno scrittore di annali di origine Nahua, nato a Chalco. I suoi nomi in lingua nahuatl, pronunciati tʃiːmaɬˈpaː.in kʷaːwtɬeːwaˈnitsin, significano rispettivamente "Corre rapidamente con lo scudo" e "Aquila nascente".

## Biografia
Chimalpahin affermava di essere un discendente dei signori di Tenango-Amecameca-Chalco. All'età di 15 anni entrò nel collegio francescano di Santiago Tlatelolco, a Città del Messico, dove gli fu assegnato il nome di San Antón, e gli fu fornita un'istruzione spagnola. I suoi insegnanti fecero un buon lavoro, soprattutto in ambito storico e geografico della sua terra nativa.
Scrisse la storia del Messico e delle altre nazioni vicine che parlavano la lingua nahuatl e lo spagnolo, ma sfortunatamente la maggior parte delle sue opere è andata persa. L'opera più importante tra quelle rimaste è quella intitolata Relaciones o Anales. Questo lavoro in lingua nahuatl fu compilato all'inizio del XVII secolo, e si basa sulle testimonianze degli indigeni. Copre il periodo compreso tra il 1589 ed il 1615. Tratta anche di eventi accaduti prima della conquista, fornendo liste di re indigeni, di signori e di viceré spagnoli, di arcivescovi del Messico e di inquisitori. Chimalpain registrò tra il 1610 ed il 1614 le visite di delegazioni giapponesi in Messico (guidate rispettivamente da Tanaka Shosuke e Hasekura Tsunenaga).
Scrisse anche il Diferentes historias originales (noto anche come Relaciones originales). Quest'opera è un elenco di rivendicazioni e prove di titoli nobiliari dei capi indigeni di Chalco-Amecameca. L'obbiettivo dell'opera era quello di servire da guida giuridica per le autorità del vicereame, che assegnavano privilegi e titoli ai membri della nobiltà indigena. Esistono otto versioni di queste relaciones. Tutte contengono informazioni etnografiche, sociali e cronologiche di grande valore per gli storici.
I suoi manoscritti finirono in mano a Carlos de Sigüenza y Góngora.